# Michel Broillet
Michel Broillet est un haltérophile suisse, né le 15 juillet 1944 à Épagny.

## Biographie
Michel Broillet est né le 15 juillet 1944 à Épagny, (actuellement localité de la commune de Gruyères dans le canton de Fribourg en Suisse. Il y vit et y passe son enfance. Après sa scolarité, il entreprend un apprentissage de boulanger-pâtissier à Broc. À l'âge de dix-huit ans, son beau-frère lui montre un magazine et il décide alors de commencer à pratiquer la musculation. Deux ans plus tard, il déménage à Genève où il s'entraîne dans différentes salles de sport. Il commence l'haltérophilie sans réelle conviction en 1967 préférant continuer le culturisme. Il termine d’ailleurs quatrième des championnats de Suisse sans avoir suivi de réelle préparation Il rejoint la salle de Châtelaine où la cotisation était de 40 CHF par année, soit le même prix que ce qu'il payait par mois dans son ancienne salle. Deux ans plus tard, en 1969, un haltérophile se blesse et Michel Broillet le remplace. C'est à ce moment-là qu'il commence sérieusement l'haltérophilie. En 1972, il manque les Jeux olympiques parce qu’il ne se rend pas à un stage d’entraînement.
Michel Broillet ravivera l'intérêt du public en 2006 quand, après plus de 20 ans d'inactivité, et tombé dans un relatif oubli, il accordera au spécialiste français des sports de force Emmanuel Legeard un entretien pour le magazine Le Monde du Muscle où il révèle son cheminement biographique inédit, et surtout sa méthodologie insolite - et même "sacrilège" - du point de vue de l'entraînement haltérophile orthodoxe. Cette interview, tirée à plus de 30000 exemplaires, sera ensuite citée par plusieurs auteurs de référence (Jean Texier, Jean-Pierre Egger, Maurice Lambert, Marc Vouillot, etc.)

## Palmarès
Michel Broillet participe aux Jeux olympiques d'été de 1976 à Montréal et de 1980 à Moscou. Il n'y gagne aucune médaille, étant éliminé à cause d’une élongation de la cuisse en 1976, puis n’a pas pris part au concours en 1980 en raison d’une blessure à l’épaule.
Il participe aussi aux championnats du monde d'haltérophilie. En 1975, il devient vice-champion à l’arraché des lourds-légers, en ayant soulevé la même charge que le Russe David Rigert, mais ils sont départagés par la pesée. Deux ans plus tard, aux championnats du monde d'haltérophilie 1977 à Stuttgart, il obtient la médaille d'or à l'arraché en 1ers lourds. Au total, il a remporté quatre médailles européennes ou mondiales entre 1975 et 1978 et décroché neuf titres de champion de Suisse. Le 11 mai 1977, il établit un nouveau record du monde à l’arraché, avec 170,5 kg, avant que le Russe Anatoly Kozlov ne le batte le lendemain.